# Friedrich Press
Friedrich Press (* 7. September 1904 in Ascheberg, Westfalen; † 5. Februar 1990 in Dresden) war ein deutscher Bildhauer, Maler und Kirchenraumgestalter.

## Leben

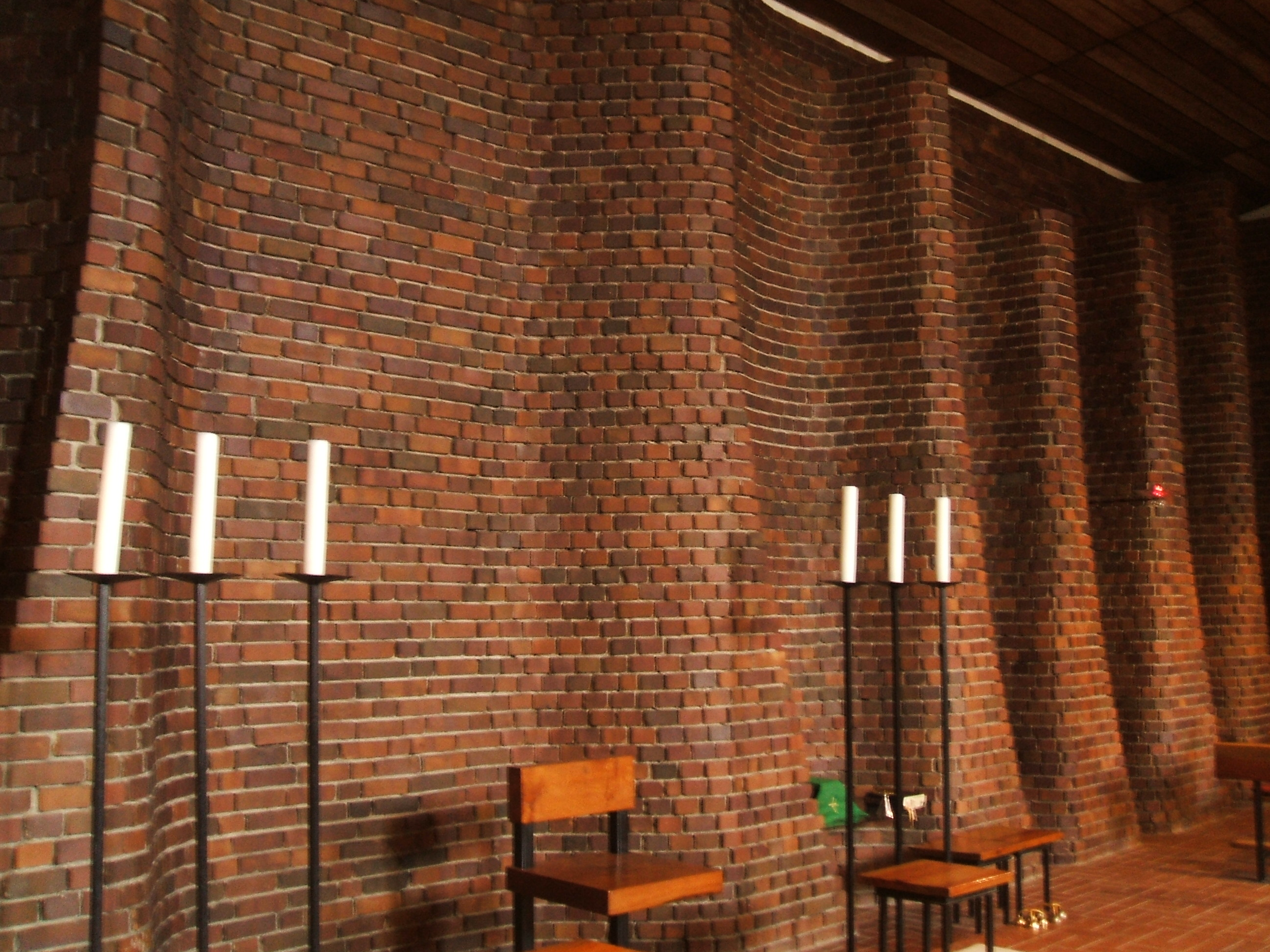
Wandgestaltung „Rotes Meer“ in der Dreifaltigkeitskirche (Stralsund) (1966)

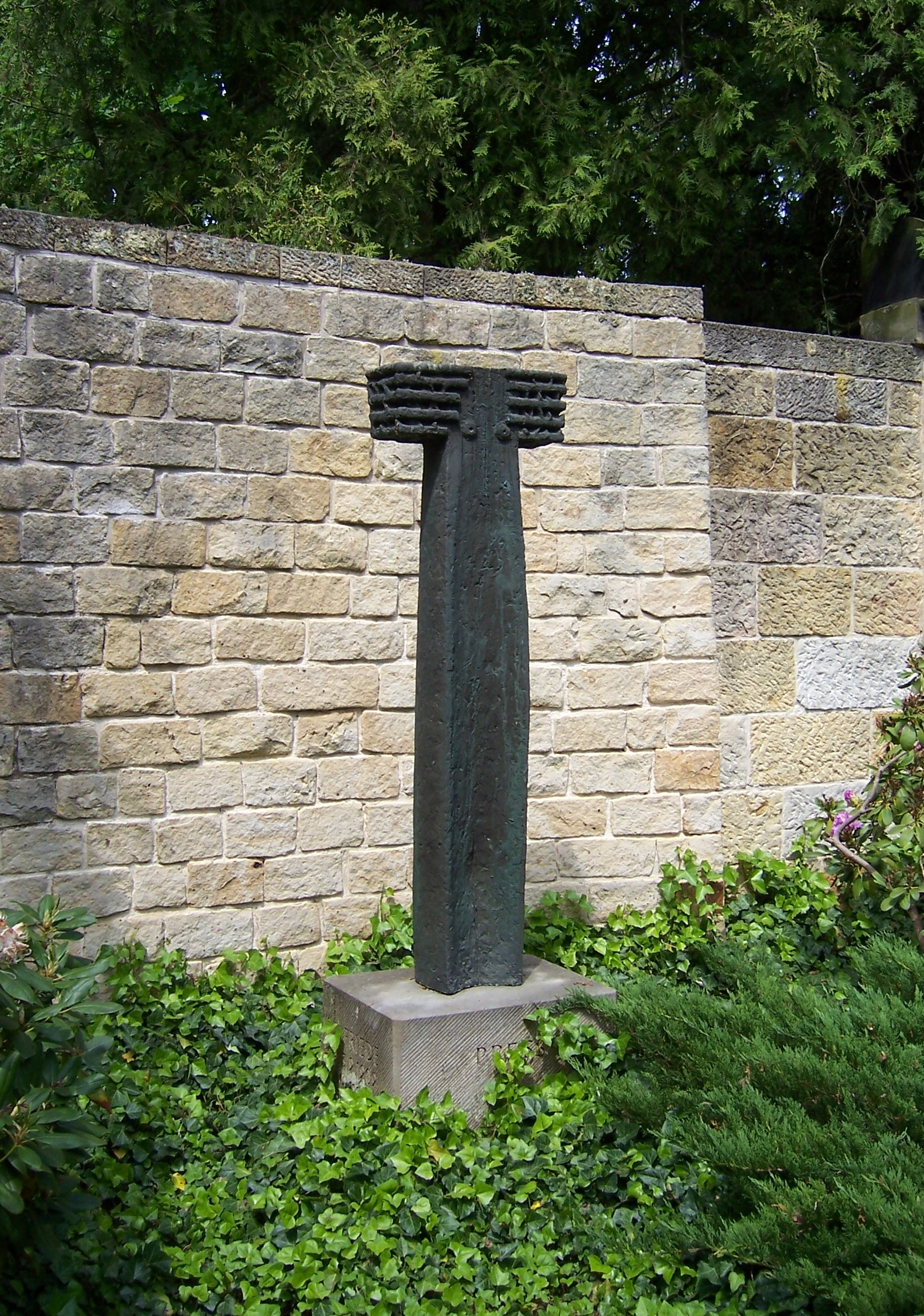
Grab von Friedrich Press in Loschwitz

Friedrich Press besuchte nach seiner Ausbildung zum Holz- und Steinbildhauer in Münster von 1924 bis 1926 die Kunstgewerbeschule in Dortmund. Danach studierte er an der Kunstgewerbeschule Charlottenburg bei Hans Perathoner und an der Kunstakademie Dresden, unter anderem bei Georg Wrba.
Bis 1935 lebte Press als freischaffender Künstler nahe seiner Geburtsstadt. Sein erstes Atelier hatte er von Ostern 1931 bis 1935 im Burgturm der Burg Davensberg eingerichtet. In dieser Zeit schuf er seinen „Christuskopf“, der 1932 auf Ausstellungen in Münster und Berlin große Aufmerksamkeit erregte. Im gleichen Jahr schuf er für die im Ersten Weltkrieg gefallenen Schüler der Landwirtschaftsschule im St. Katharinenstift seiner Heimatstadt das Denkmal Soldat mit Pferd. Dieses befindet sich heute auf dem Friedhof von Ascheberg.
Ab 1935 lebte und wirkte er in Dresden, 1935 heiratete er die Malerin und Textilgestalterin Elfriede Kiefer.
Press’ Werke stießen bald auf den Widerstand der Nationalsozialisten. Er erhielt keine öffentlichen Aufträge mehr, seine Kunst galt als „entartet“. Im Jahr 1933 wurde eine Ausstellung mit seinen Werken auf Betreiben der Nationalsozialisten geschlossen. Er blieb jedoch Mitglied der Reichskammer der bildenden Künste. Seine Teilnahme an sieben großen Ausstellungen ist sicher belegt, darunter 1941 und 1942 die Große Deutsche Kunstausstellung in München.

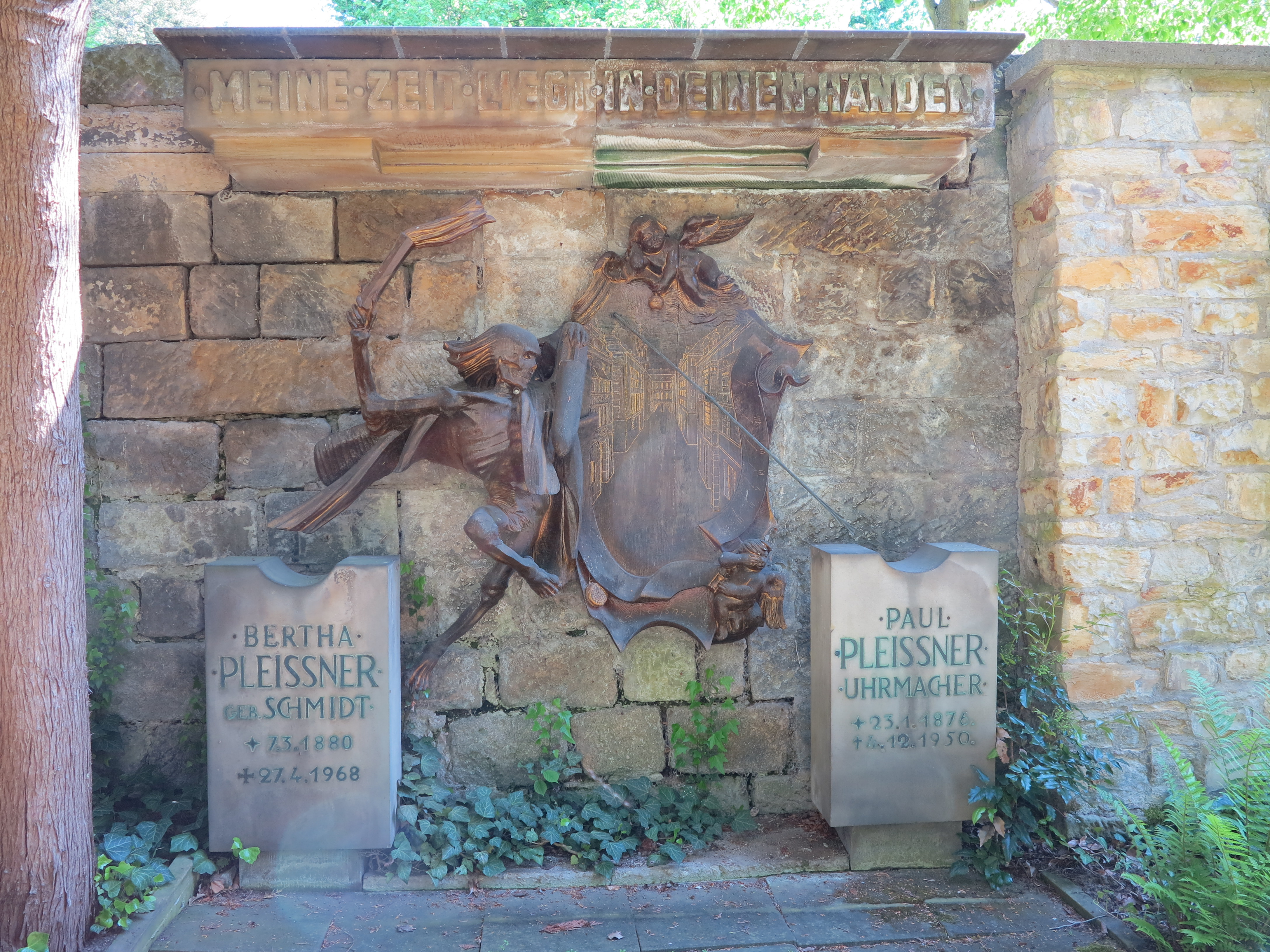
Grabstätte Ehepaar Pleißner, Friedhof Dresden-Loschwitz, Foto Mai 2023

Von 1940 bis 1945 nahm Press als Soldat der Wehrmacht am Zweiten Weltkrieg teil. 1946 kehrte er aus der Kriegsgefangenschaft ins zerstörte Dresden zurück und konzentrierte sein Wirken auf Sakralkunst und Kirchenraumgestaltung. Bis auf wenige Ausnahmen erhielt er keine staatlichen Aufträge. 1965 kaufte das Vatikanische Museum seine geschnitzte Figur Ecce Homo. Press gestaltete ab 1970 den Innenraum der Josefskirche im Dresdner Stadtteil Pieschen neu. Auch gestaltete er den Altarraum der Kreuzkirche in Weimar neu.
1980 wurde er zum Mitglied der Akademie der Künste zu Parma (Italien) gewählt; im Mai 1985 wurde Press Ehrenbürger seiner Heimatgemeinde Ascheberg. Er war bis 1990 Mitglied des Verbands Bildender Künstler der DDR.
Friedrich Press gestaltete über 40 Kirchen in der DDR wie auch in Westdeutschland. Zu seinen bekanntesten Werken gehört die 1973 geschaffene Pietà in der Katholischen Hofkirche (Kathedrale) in Dresden, die größte Skulptur, die je aus Meißner Porzellan hergestellt wurde. Außerdem gibt es zahlreiche Wandbilder aus Meißner Porzellan vom Künstler, welche in und an öffentlichen Gebäuden zu finden sind.
Die letzte Arbeit von Friedrich Press ist die Altarraumgestaltung der Martinuskirche in Deutsch Evern, Landkreis Lüneburg. Zuvor erfolgte die Innen-Ausstattung der Berliner Heilig-Kreuz-Kirche nach seinen Ideen, es war sein letztes Werk in Ost-Berlin.
Seinen Nachlass verwaltet das Museum am Dom in Würzburg. Einzelne Werke sind auch in den kleineren Museen der Diözese wie dem Museum „Pilger & Wallfahrer“ Dettelbach zu finden.

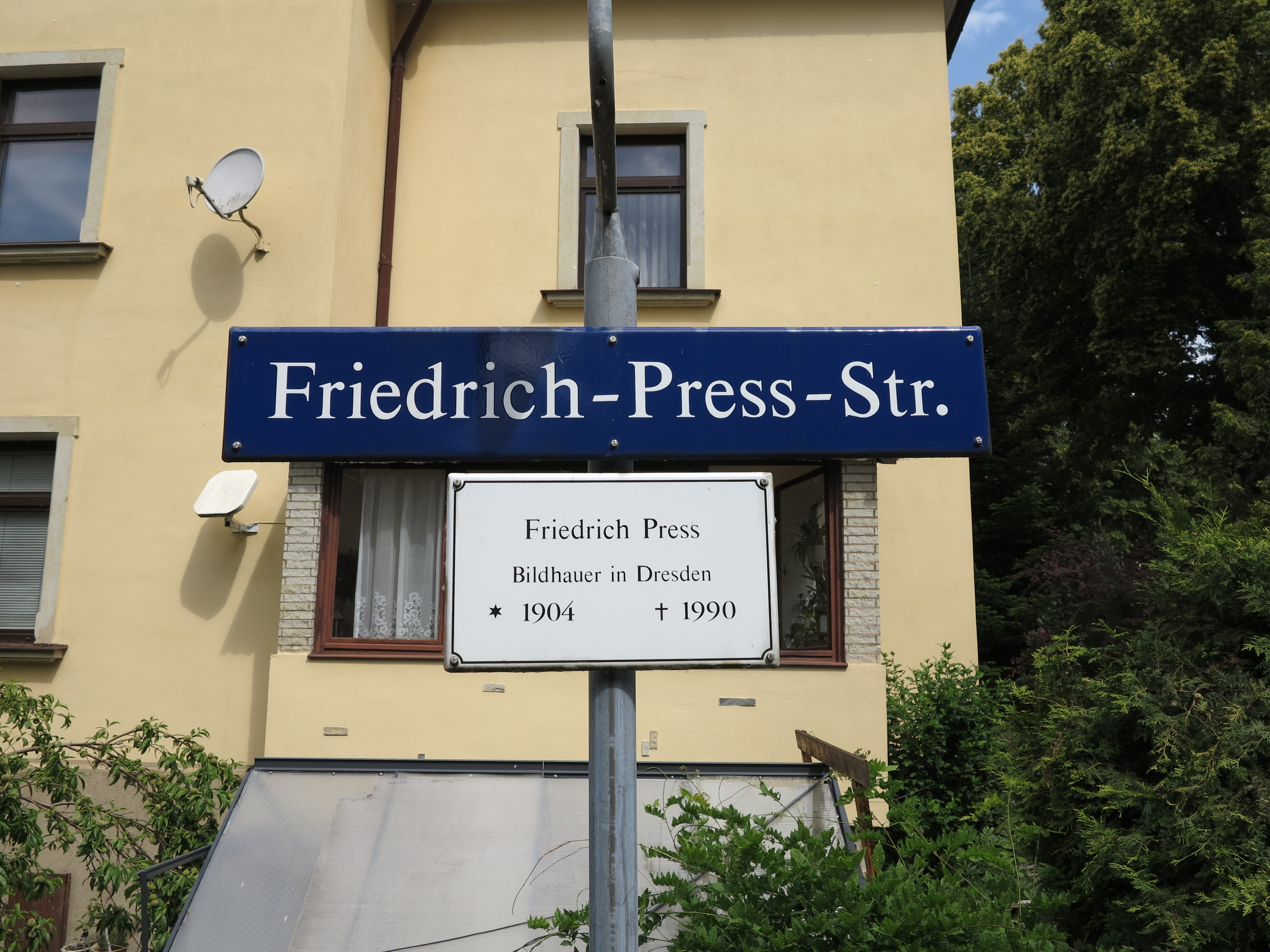
Friedrich-Press-Str. in Dresden-Loschwitz, Foto Juni 2025

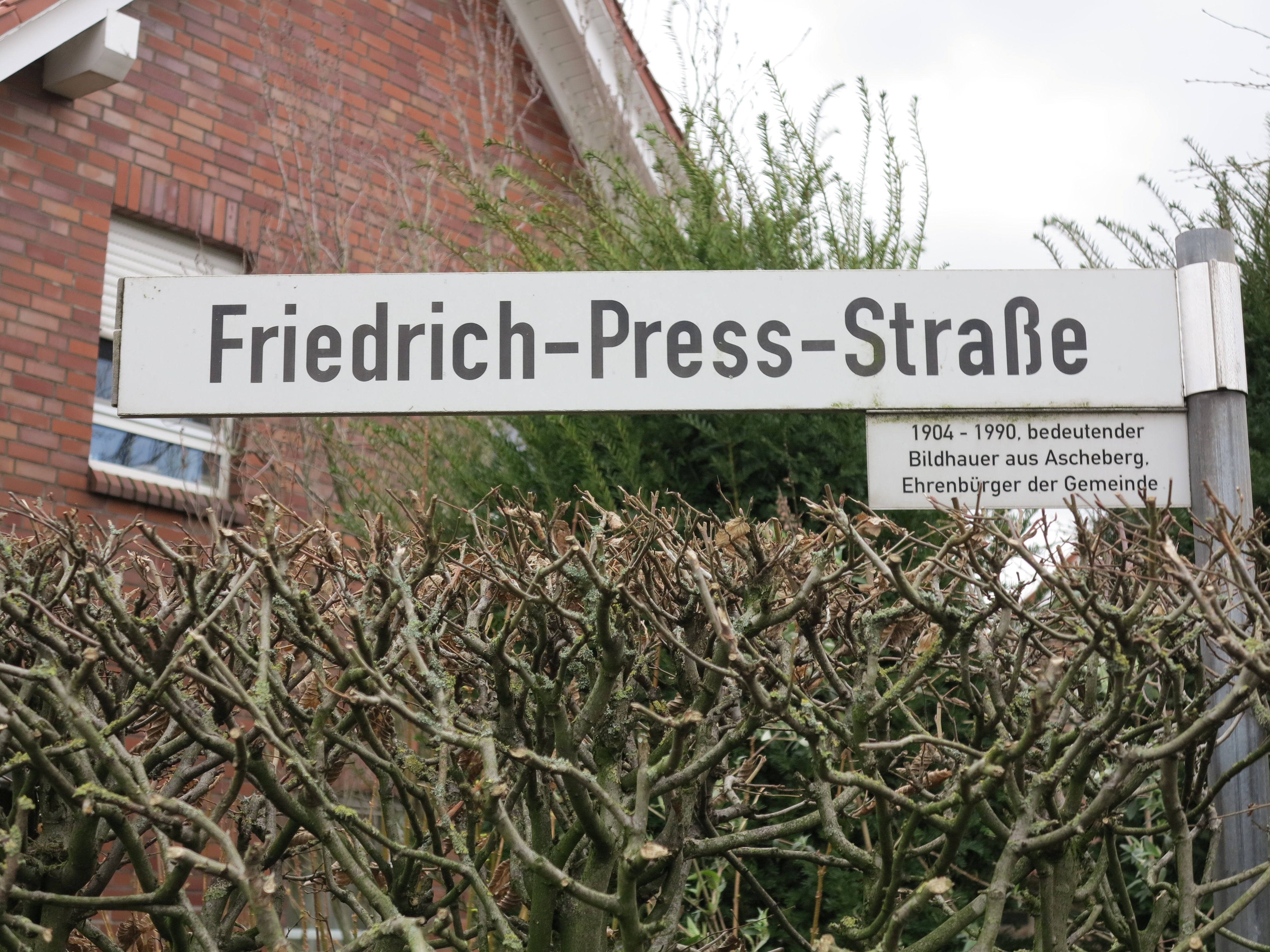
Friedrich-Press-Str. in Ascheberg, Foto Februar 2022

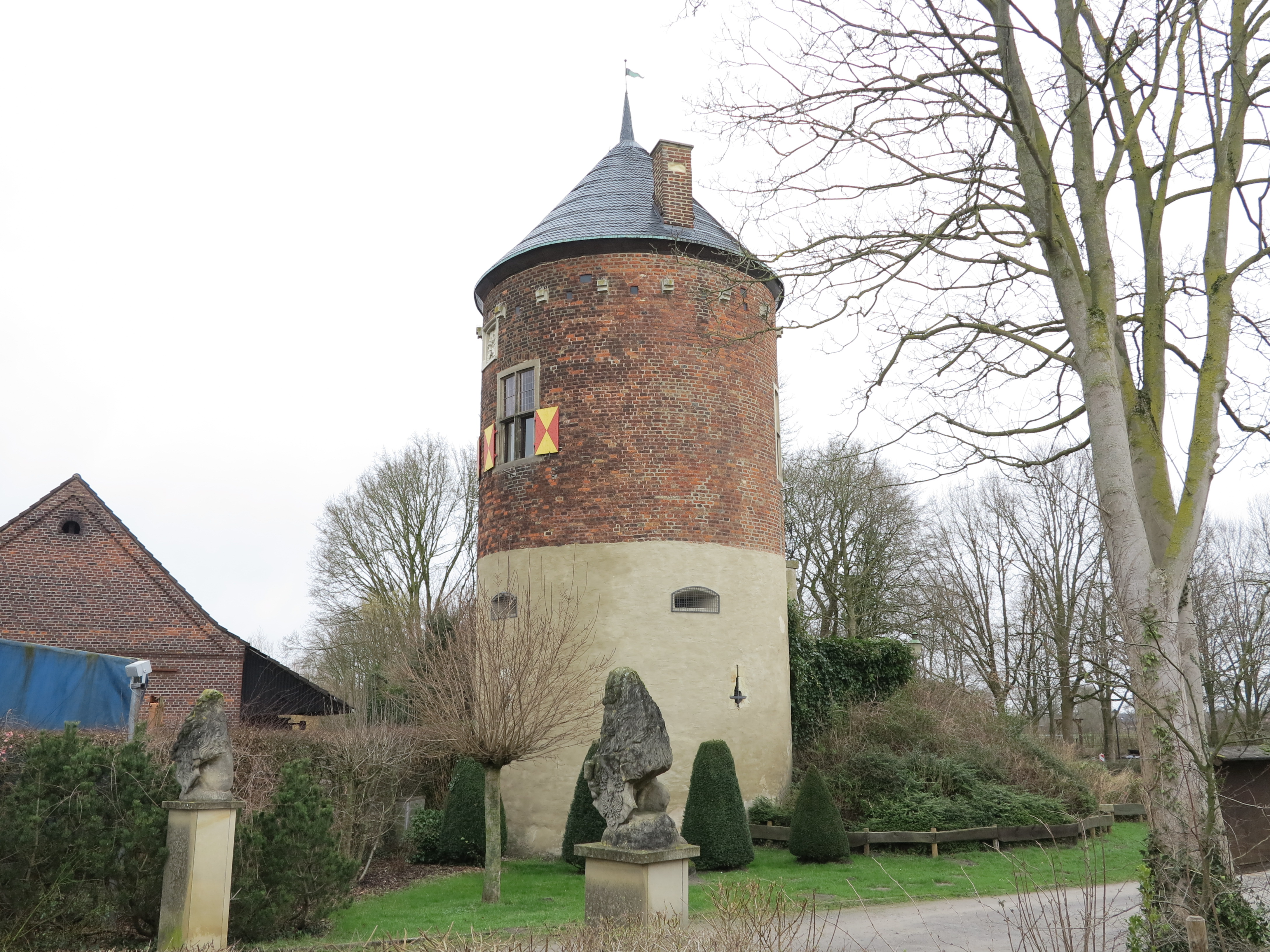
Burgturm in Davensberg, Foto Februar 2022

Die Grabstelle der Eheleute Press befindet sich auf dem Loschwitzer Friedhof in Dresden. Seine Grabplastik hat Press selbst geschaffen. 

## Ateliers in Dresden
- 1934–1940: Dresden-Südvorstadt, Schweizer Straße 19 (1945 zerstört)
- 1940–1954: Dresden-Plauen, Hohe Straße 54
- ab 1954: Dresden-Loschwitz, Robert-Diez-Str. 1

## Fotografische Darstellung Press’
- Klaus Dennhardt: Friedrich Press (1980)[6]

## Werke (Auswahl)
Fast alle nach Angaben aus Friedrich Press: Bildhauerei und Graphik. Galerie BASF, Schwarzheide 1994.
- 1931: Madonna für die Kirche St. Franziskus Xaverius in Dortmund-Barop

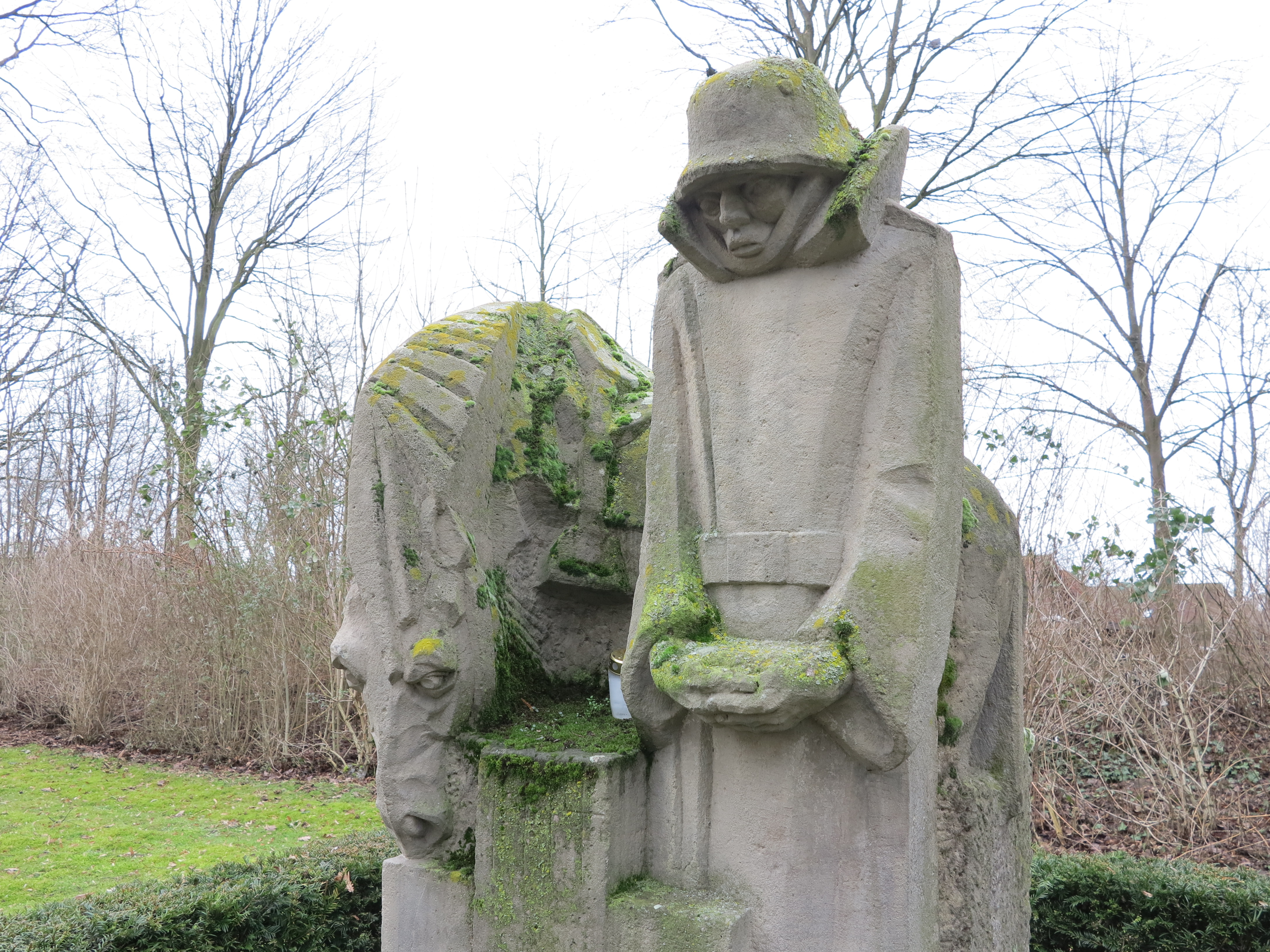
Denkmal für gefallene Soldaten des 1. Weltkrieges

- Denkmal für gefallene Soldaten des 1. Weltkrieges1932: Ehrenmal in Ascheberg für die im Ersten Weltkrieg gefallenen Ascheberger Landwirtschaftsschüler[8]

- um 1941: Vor dem Wettstreit (männliche Kniefigur, 1941 auf der Großen Deutsche Kunstausstellung in München)[9]
- um 1942: Generalbaurat Prof. Dr. Kreis (Büste; 1942 auf der Großen Deutschen Kunstausstellung in München von Albert Speer erworben)[10]

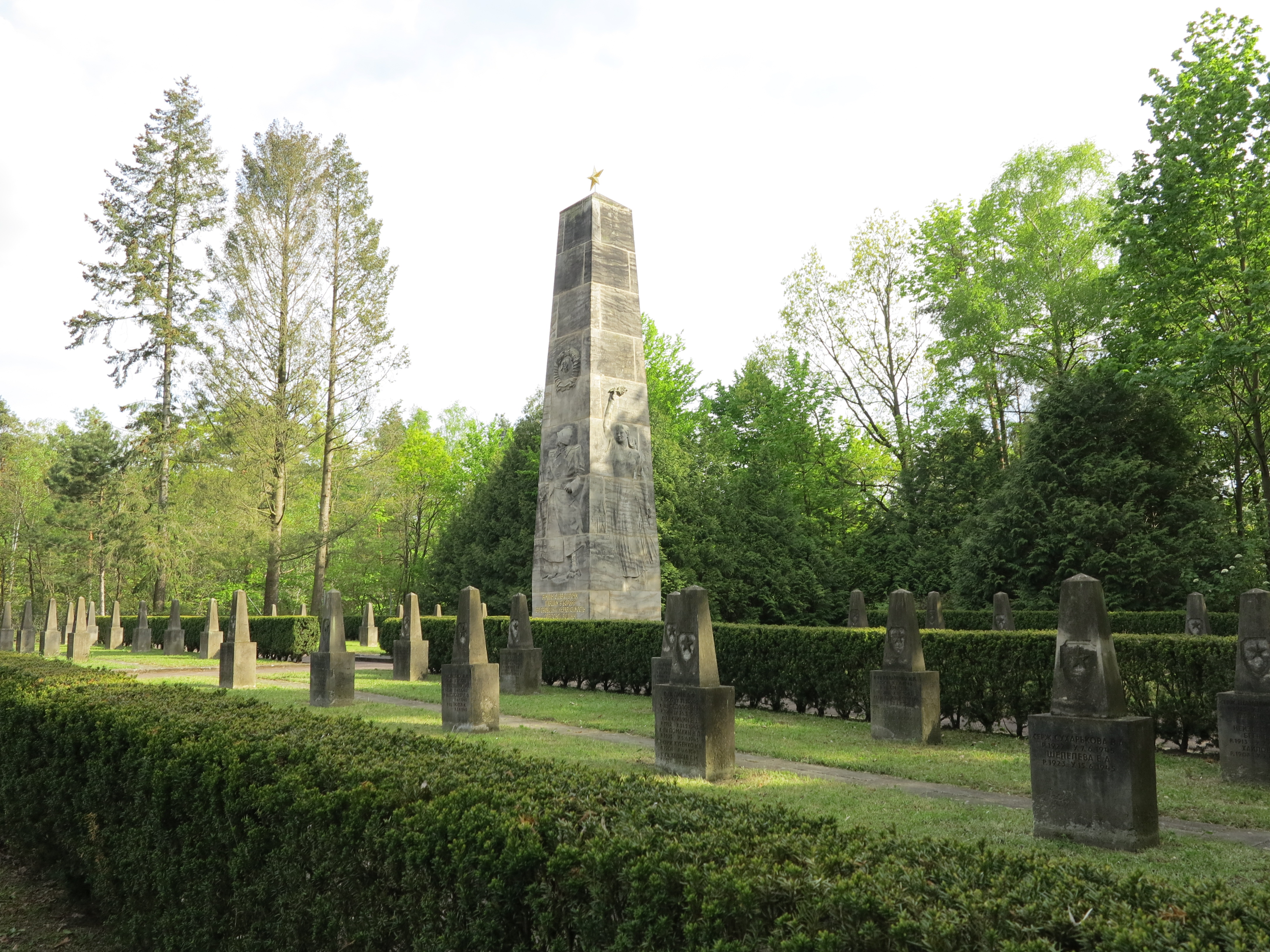
Ehrenmal für gefallene sowj. Soldaten, Dresden Garnisonfriedhof, Foto Mai 2022

- Ehrenmal für gefallene sowj. Soldaten, Dresden Garnisonfriedhof, Foto Mai 20221947: Obelisk für den Sowjetischen Garnisonfriedhof Dresden
- 1947–1949: Altargestaltung für St. Franziskus in Crimmitschau und Albertstift Dresden
- 1950: Grabstätte Pleissner auf dem Loschwitzer Friedhof in Dresden
- 1950–1952: Altargestaltungen im St. Josefstift Dresden und im Bautzener Dom
- 1953: Stahlarbeiter-Plastik in Freital (Raschelberg-Siedlung)
- 1953–1955: Relief „Kunstdiskussion“ am Studentenwohnheim in Dresden, Fritz-Löffler-Str. 16–18
- 1954: Grabmal für Bischof Petrus Legge in Bautzen, Nikolaifriedhof
- 1958: Altar für die Mariahilf-Kapelle in Kleinnaundorf
- 1960: Altar und Taufbecken für die Kirche St. Benno Meißen
- um 1960: Kirchenraum-Gestaltung der St. Josefs-Kapelle des Studentenhauses in Jöhstadt
- 1961–1962: Kreuzwegstationen in der Kirche St. Bonifatius in Leipzig-Connewitz
- 1962: Skulptur „Auferstehung“ im Hof der Superintendentur in Meißen, Freiheit 9
- 1963: Taufkapelle für St. Hedwig, Berlin
- 1965–1966: Altarraum-Gestaltung der kath. Kirche St. Trinitatis in Stralsund (mit der Altarwand „Rotes Meer“)
- 1966–1976: Kirchenraum-Gestaltung in St. Josef, Dresden-Pieschen
- 1967: Altarraum-Gestaltung in der Kirche St. Joseph der Arbeiter in Lucka
- 1964–1968: Kirchenraum-Gestaltung der Heilig-Kreuz-Kirche (Berlin-Hohenschönhausen)
- 1968: Kruzifix und Altar für die Dorfkirche Consrade bei Schwerin
- 1968: Altarraum-Gestaltung der Kirche St. Nikolaus in Duisburg-Buchholz und Kreuzweg in der St.-Adelheid-Kirche in Geldern
- 1969–1971: Altarraum- und Kirchenraum-Gestaltung in der Mariä-Himmelfahrts-Kirche Schwedt[11]
- 1970: Kirchenraum-Gestaltung für St. Gabriel in Leipzig-Wiederitzsch
- 1970–1973: Pietà und Altar in der Hofkirche Dresden
- 1972: Kruzifix in der Kirche St. Elisabeth in Ballenstedt und Altarraum in der Kirche St. Marien in Bischofferode
- 1972: Altarraum-Gestaltung in der Klosterkirche St. Clara in Bautzen
- 1972–1973: Altarraum-Gestaltung in der Kapelle des Bischof-Benno-Hauses in Schmochtitz
- 1975: Altarraum-Gestaltung in der Kirche der Heiligen Familie in Leipzig-Schönefeld
- 1973: Altarraum-Gestaltung der Klosterkirche „St. Heinrich“ in Pirna
- 1973–1974: Altarraum-Gestaltung der ev. Kreuzkirche Weimar
- 1973–1974: Altarraum-Gestaltung in der Stiftskirche St. Peter und Paul in Göda bei Bautzen
- 1974–1979: Altarraum-Gestaltung in der Kirche St. Antonius (Großräschen)
- 1976–1980: Kirchenraum-Gestaltung (Altar und Dornenkrone) in der Propstei- und Pfarrkirche St. Maria Friedenskönigin (Cottbus)
- 1978: Kirchenraum-Gestaltung in der Stadtkirche St. Petri (Freiberg) mit der Skulptur „Der letzte Schrei oder Der wiederkommende Christus als Weltenherrscher“
- 1977: Altarraum-Gestaltung in der Thomaskapelle des Schweriner Doms
- 1979: Altarraum-Gestaltung in der Heilandskirche in Dresden-Cotta
- 1980: Kirchengestaltung in Lemwerder bei Bremen
- 1980–1985: Altarraum-Gestaltung in der Kirche St. Heinrich in Wittenberge: Vier Wandskulpturen (Passion Christi), Altar (Grab Jesu), Tabernakelsäule (Himmelfahrt Christi), Lesepult, Taufbecken und Monstranz[12]
- 1981: Altarraum-Gestaltung der evang.-luth. Dorfkirche in Strießen bei Großenhain
- 1982: Altarraum der Martinuskirche in Deutsch Evern
- 1983–1988: Kirchenraum-Gestaltung der Stadtkirche St. Barbara (Ortrand)[13]
- 1984–1987: Kirchenraum-Gestaltung der katholischen Kirche von der Verklärung des Herrn in Berlin-Marzahn
- 1990: Altarraum (Kruzifix und zwei Holzreliefs) in der Christus-König-Kirche in Bad Lobenstein

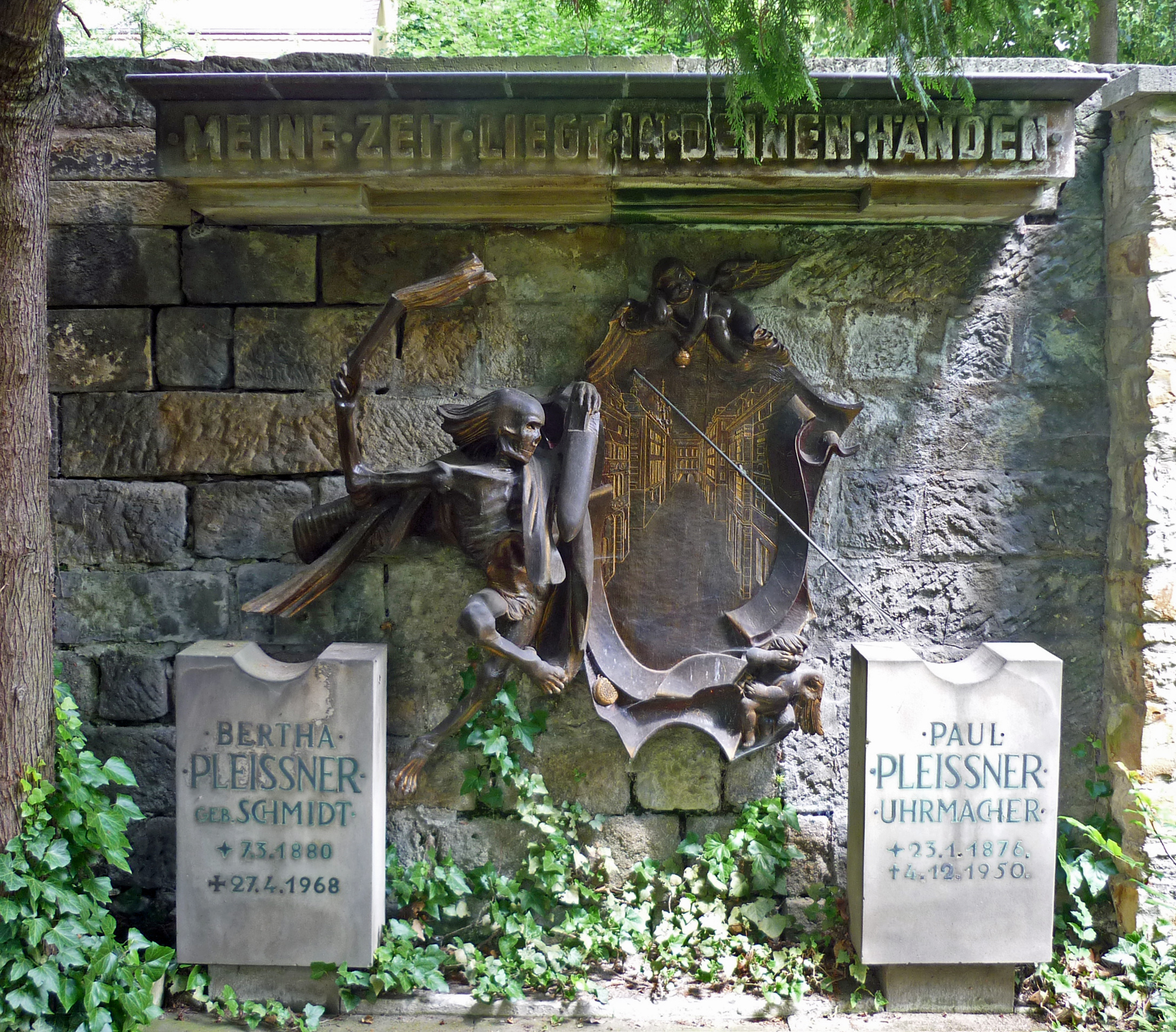
Grabstätte Pleissner in Loschwitz
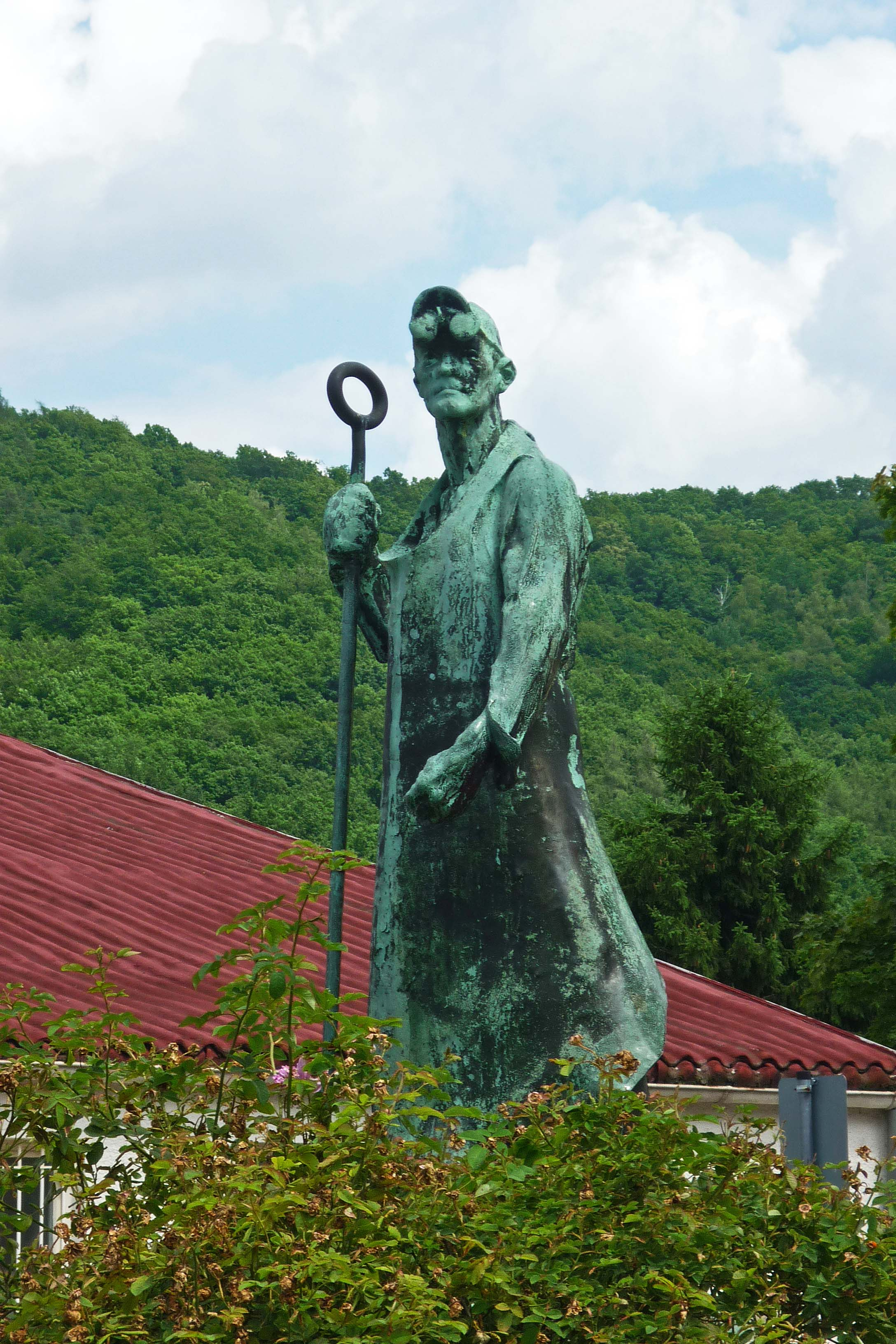
Stahlarbeiter-Plastik in Niederhäslich (1953)

## Ausstellungen (unvollständig)

### Einzelausstellungen
- 1957 und 1966: Dresden, Kunstausstellung Kühl
- 1990: Leipzig, G.-W.-Leibnitz-Klub (Zeichnungen)

#### Postum
- 1991: Dresden, Albertinum; Freising, Diözesanmuseum; Lüdinghausen, Münsterlandmuseum Burg Vischering (Bildhauerei)
- 1998/1999: Magdeburg, Kunstmuseum Kloster Unser Lieben Frauen
- 2010: Würzburg, Museum am Dom Würzburg („Friedrich Press – herausgeschält“)
- 2010: Dresden, Städtische Galerie („Hans Jüchser – Friedrich Press. Bekenntnis in Form und Farbe“)

### Beteiligung an wichtigen Ausstellungen in der Ostzone und der DDR
- 1946, 1982/1983 und 1987/1988: Dresden, Allgemeine Deutsche Kunstausstellung, IX. und X. Kunstausstellung der DDR
- 1979 und 1985: Dresden, Bezirkskunstausstellungen
- 1985: Dresden, Albertinum („Bekenntnis und Verpflichtung“)
- 1987: Dresden, Galerie Rähnitzgasse („Wirklichkeit und Bildhauerzeichnung“)